# Günther Flesch
Günther Flesch (auch Josef Wissmut, Günter Flesch, Günther Flesh; * 1930 in Hamburg; † 27. Oktober 2019) war ein deutscher Schauspieler, Hörspiel- und Synchronsprecher.

## Wirken
Flesch begann seine Bühnenlaufbahn 1950 in Remscheid und ging anschließend nach Flensburg, wo man ihn Mitte der 1950er Jahre beispielsweise als Mike in O’Neills Ein Mond für die Beladenen, als Motes in Hauptmanns Der Biberpelz, als Henderson in Verneuils Staatsaffären und als Tony in Morgans Das Brennglas sehen konnte. In den folgenden Jahrzehnten wirkte er unter anderem an den Wuppertaler Bühnen, am Berliner Schiller-Theater unter der Leitung Boleslav Barlogs und am Hamburger Thalia Theater, wo er zum Beispiel Auftritte in Warten auf Godot (1972), Schmutzige Wäsche (1978/79) oder Das Verhör (1987) hatte.
Günther Flesch besaß einen hohen Bekanntheitsgrad nicht nur durch seine markante Stimme in Hörspielen und als Synchronsprecher, sondern auch durch seine Tätigkeit als Darsteller. So spielte er im Tatort mit und war in vielen Fernsehfilmen zu sehen.

## Filmografie (Auswahl)
- 1961: Der entscheidende Augenblick (Fernsehfilm)
- 1963: Der Fall Sacco und Vanzetti (Fernsehfilm)
- 1966: Das Gartenfest (Fernsehfilm)
- 1970: Vorsicht Falle! (Fernsehserie, 1 Folge)
- 1973: Ein besserer Herr (Fernsehfilm)
- 1974: Im Auftrag von Madame (Fernsehserie, 1 Folge)
- 1974: Der Hellseher (Fernsehfilm)
- 1974: Nebel (Fernsehfilm)
- 1974: Tod in Astapowo (Fernsehfilm)
- 1975: Das Messer im Rücken
- 1975: Lehmanns letzter Lenz (Fernsehfilm)
- 1976: Die Fastnachtsbeichte (Fernsehfilm)
- 1977: Der Weilburger Kadettenmord (Fernsehfilm)
- 1978: Lady Windermeres Fächer (Fernsehfilm)
- 1979: Jenseits von Schweden (Fernsehfilm)
- 1981: Tatort: Slalom (Fernsehreihe)
- 1982: Die Aufgabe des Dr. med. Graefe (Fernsehfilm)
- 1986: Stammheim (Fernsehfilm)
- 1986: Der Marquis von Keith (Fernsehfilm)
- 1989: Schwarzenberg (Fernseh-Zweiteiler)
- 1990: Wer zu spät kommt – Das Politbüro erlebt die deutsche Revolution (Fernsehfilm)

## Synchrontätigkeiten (Auswahl)

### Filme
- 1964: Eddie Byrne in Die Gruft der toten Frauen
- 1966: Antonio Molino Rojo in Zwei glorreiche Halunken
- 1966: Bruno Arié in Das rote Phantom schlägt zu
- 1966: Frédéric Santaya in Die großen Schnauzen
- 1966: Goffredo Unger in Gemini 13 – Todesstrahlen auf Kap Canaveral
- 1966: John Cater in Der Verführer läßt schön grüßen
- 1966: Pietro Ceccarelli in Der schwarze Skorpion
- 1966: Riccardo Pizzuti in Django – Nur der Colt war sein Freund
- 1966: Salvatore Borgese in Jonny Madoc
- 1966: Tom Felleghy in Für 1000 Dollar pro Tag
- 1966: Yutaka Sada in Frankenstein und die Ungeheuer aus dem Meer
- 1967: Antonio Casas in Cervantes – Der Abenteurer des Königs
- 1967: Frank Finlay in Überfall
- 1967: Freddie Jones in Accident – Zwischenfall in Oxford
- 1967: Omar Zelficar in Die Cobra
- 1967: Paolo Figlia in Rocco – Ich leg’ dich um
- 1967: Paul Pavel in Die Braut trug schwarz
- 1967: Roger Carel in Der alte Mann und das Kind
- 1967: William Schallert in Die fünf Geächteten
- 1967: Frank Finlay in Was kommt danach…?
- 1968: Guido Lollobrigida in Django und die Bande der Gehenkten
- 1968: Luigi Pistilli in Der schöne Körper der Deborah
- 1969: Benny Hill in Charlie staubt Millionen ab
- 1969: Terence Alexander in O Darling – was für ein Verkehr
- 1972: Staatssekretär in Ludwig II.
- 1987: Robert Stack in Plain Clothes – Mord an der Highschool
- 1990: Jay Gerber in Lebendig begraben
- 1990: Laurence Haddon in Columbo: Luzifers Schüler
- 1991: Peter Haskell in Columbo: Der erste und der letzte Mord
- 1992: Hans Meyer in Sherlock Holmes – Der König der Erpresser
- 1992: John Williams in Columbo: Alter schützt vor Torheit nicht
- 1992: José Ferrer in Columbo: Teuflische Intelligenz
- 1992: Regis Cordic in Columbo: Stirb für mich
- 1993: Peter Graves in Sherlock Holmes – Der begehrte Junggeselle
- 1995: Frank Gatliff in Der Bunker

### Serien
- 1955–1957: Coleman Francis in Sergeant Preston als Powers
- 1955–1957: James Seay in Sergeant Preston als Cassidy
- 1955–1957: John Pickard in Sergeant Preston als Red Brody
- 1955–1957: Royal Dano in Rauchende Colts als Gideon Hale
- 1957–1960: Douglas Bank in Dezernat M als Matthews
- 1957–1960: Herbert Ellis in Dezernat M als Wayne Taylor
- 1957–1960: John Beradino in Dezernat M als Detective D'Amico
- 1957–1960: Michael Emmet in Dezernat M als Detective Gus Klinger
- 1959–1960: DeForest Kelley in Dezernat M als Detective
- 1959–1960: Edwin Reimers in Dezernat M als Mr. Edwards
- 1959–1960: George Milan in Dezernat M als Police Sgt. Lovett
- 1959–1960: James Gavin in Dezernat M als Chip Rantell
- 1959–1960: Jarl Victor in Dezernat M als Carbo
- 1959–1960: Oliver McGowan in Dezernat M als Conrad Brenner
- 1959–1960: Peter Hahn in Dezernat M als Officer Ed Corcoran
- 1959–1963: Vic Perrin in Die Unbestechlichen als Inky Beggs
- 1965–1968: Henry Wilcoxon in Tennisschläger und Kanonen als Laslo Gagni
- 1965–1968: John Orchard in Tennisschläger und Kanonen als Gavin
- 1965–1968: Kurt Kreuger in Tennisschläger und Kanonen als Erik Thorsten
- 1965–1968: Richard Anderson in Tennisschläger und Kanonen als Dr. Loden
- 1965–1968: Sheldon Leonard in Tennisschläger und Kanonen als Sorge
- 1966–1968: Torin Thatcher in Time Tunnel als Dr. Everett Holland
- 1974–1978: Don Porter in Der sechs Millionen Dollar Mann als Dr. Stanley Bacon
- 1974–1978: Ford Rainey in Der sechs Millionen Dollar Mann als Jim Elgin
- 1974–1978: Than Wyenn in Der sechs Millionen Dollar Mann als Prof. Kosoyin
- 1976–1978: Ford Rainey in Die sieben Millionen Dollar Frau als Jim Elgin
- 1980–1988: David Palmer in Magnum als Fred Sorenson
- 1980–1988: Eugene Roche in Magnum als Luther Gillis
- 1982–1986: F. William Parker in Knight Rider als Dr. Harley Thorpe
- 1982–1986: John Vernon in Knight Rider als Cameron Zachary
- 1985: Richard Venture in Street Hawk als Cpt. Leo Altobelli

## Hörspiele (Auswahl)
- 1960–1961: James Krüss: Mein Urgroßvater und ich (Teil 1–6) – Regie: Edward Rothe
- 1962: Enzo Maurri: Zwei Augen – Regie: Otto Kurth
- 1962: Eugene Gladstone O’Neill: Alle Kinder Gottes haben Flügel – Regie: Werner Kraut
- 1968: Karl Hochmuth: Dreißig Jahre – Anabasis – Regie: Ulrich Gerhardt
- 1971: Hannelies Taschau: Fremde Tote – Regie: Hans Rosenhauer
- 1971: Wolfgang Hildesheimer: Mary auf dem Block – Regie: Fritz Schröder-Jahn
- 1974: Ludwig Harig: Zeit und Raum verschwinden mit den Dingen (3. Teil) – Regie: Michael Krüger
- 1976: Karl Philipp Moritz: Anton Reiser (4. Teil) – Regie: Hans Rosenhauer
- 1977: Daniel Casper von Lohenstein: Agrippina – Regie: Hubert Fichte
- 1977: Herwarth Walden: Weib – Regie: Paul Pörtner
- 1980–2009: Die drei ??? (9 Folgen) – Regie: Heikedine Körting
- 1981: Andrej Hieng: Blutiger Vogel – Regie: Borut Trekman
- 1981: Arthus Caspari: Die Versuchung des Heiligen Antonius – Regie: Arthus Caspari
- 1981: Peter Tegel: Die Entscheidung – Regie: Anton Gill
- 1981: Tankred Dorst: Fragmente einer Reise nach Stettin – Regie: Hans Rosenhauer
- 1981–1989: Enid Blyton: Fünf Freunde (3 Folgen) – Regie: Heikedine Körting
- 1982–1989: Stefan Wolf: TKKG (9 Folgen) – Regie: Heikedine Körting
- 1988–1989: Helmut Rellergerd: Das Schloss-Trio (5 Folgen) – Regie: Heikedine Körting
- 1989: Lady Lockenlicht (6 Folgen) – Regie: Heikedine Körting
- 1990: Graf Duckula (12 Folgen) – Regie: Benedikt Rabanus
- 1994: Karlheinz Knuth: Der Moormann oder Als ob der Wind weint – Regie: Klaus Wirbitzky
- 2014: Sándor Ferenczy: Die Gentlemen bitten zur Kasse – Regie: Sándor Ferenczy